# (29582) 1998 FR58
A (29582) 1998 FR58 a Naprendszer kisbolygóövében található aszteroida. A LINEAR projekt keretében fedezték fel 1998. március 20-án.